# 平木站
平木站（日语：／ Hiragi eki */?）是位於香川縣木田郡三木町、隷屬於高松琴平電氣鐵道（琴電）長尾線的車站。車站編號為N12，現為無人車站。平日繁忙時段由高松築港站開出的部份區間車以本站為終點站，另外晨早1班往長尾站的列車也是由本站始發。為現時琴電制度下的「途中下車指定站」。
過往曾是是三木町的中心車站，現時相關機能已由鄰站學園通站所取替，令每日使用人數不斷減少，只保留作為區間車的始訖站而已。

## 車站構造

### 站房
設有一座以鋼架及木板及鐵皮所搭成的單層簡易式站房，於1978年改裝，於1號月台旁邊延伸而建，採用缺角開放式的玄關，進站後，前端為候車大堂，設有兩張候車長櫈，後端為已停用的站務室及服務窗口，並放置了一部簡易式自動售票機及一座投幣式公共電話，而在開放式閘口中央則安裝了入站用的IC卡感應器。

### 月台
側式月台2座。長度分別為60米（1號月台）及50米（2號月台），兩個月台均採用無障礙斜道設計，並以以站內平交道連接。月台上設有長10米（2號月台）及15米（1號月台）的有蓋候車亭。在2號月台出入口處放置了一部出閘專用的IC卡感應器，但1號月台上卻沒有裝置出閘專用感應器。另外在站內建有座男、女共用的洗手間，設於1號月台平交道旁。
而在2號月台外側則另外設有1條側線，供區間車在此停泊，由於部份軌道因彎度而遠離月台邊沿，因此2號月台外側不能作上落乘客用途，並且全用欄杆圍封。而該側線線道為單向式，只能由學園通方向的轉轍器駛進，末端並沒有連接至向農學部前方向，列車進出側線都必須由正軌上的轉轍器內進行。
| 月台 | 路線    | 上下行 | 方向         |
| ---- | ------- | ------ | ------------ |
| 1    | ■長尾線 | 上行   | 高松築港方向 |
| 2    | ■長尾線 | 下行   | 長尾方向     |

## 歷史
- 1912年4月30日：高松電氣軌道車站啟用。
- 1978年1月31日：完成站房改建。

## 使用狀況
| 1日上落人數推斷 | 1日上落人數推斷 |
| 年度            | 1日平均人數     |
| --------------- | --------------- |
| 2011            | 405             |
| 2012            | 393             |
| 2013            | 435             |
| 2014            | 424             |
| 2015            | 408             |
| 2016            | 428             |
| 2017            | 430             |
| 2018            | 395             |
| 2019            | 359             |
| 2020            | 288             |
| 2021            | 288             |
| 2022            | 309             |

## 相鄰車站
高松琴平電氣鐵道
■長尾線
農學部前（N11）－平木（N12）－學園通（N13）

## 外部連結
- 高松琴平電鐵平木站資訊 （页面存档备份，存于）（日語）